# Якуб Малецький
Якуб Малецький (пол. Jakub Małecki, 25 червня 1982, Коло) — польський письменник-фантаст, автор реалістичних творів та перекладач. Лауреат золотої винагороди Літературної премії імені Єжи Жулавського за 2016 рік та премії «Шльонкфа» як Творець року за 2011 рік.

## Біографія
Якуб Малецький народився у містечку Коло тогочасного Познанського воєводства. Він закінчив Познанський економічний університет, після чого кілька років працював у банку. Розпочав займатися літературною діяльністю з 2007 року, коли його перше оповідання «Долоні» (пол. Dłonie) опубліковане в журналі «Science Fiction, Fantasy i Horror». У 2008 році вийшов перший роман Малецького «Помилки» (пол. Błędy), написаний у стилі горору, який розповідає про появу в Познані таємничого старого, після появи якого в місті відбувається низка таємничих смертей та психічних порушень у людей. У цьому ж році вийшов друком і другий роман автора «Контрабандист чудес» (пол. Przemytnik cudu), який написаний у стилі як горору, так і фентезі, дія якого також відбувається на вулицях Познані. За кілька років Малецький покинув роботу в банку, та став жити виключно літературною працею. У 2011 році вийшов друком роман письменника «Джозеф» (пол. Dżozef), який написаний у стилі фентезі, та має асоціації з творами Джозефа Конрада. За цей роман письменника номінували на премію імені Януша Зайделя. У 2012 році Малецький отримав премію «Шльонкфа» за 2011 рік як Творець року. У 2015 році вийшов друком роман письменника «Дрижання» (пол. Dygot), який номінувався на Центральноєвропейську книжкову премію «Ангелус», а наступного року отримав золоту відзнаку літературної премії імені Єжи Жулавського. У подальшому Малецький перейшов до написання реалістичної літератури. У 2016 році вийшов роман письменника «Сліди» (пол. Ślady), який номінувався на літературну нагороду «Ніке». У 2017 році вийшов роман Малецького «Іржа» (пол. Rdza). У 2019 році Якуб Малецький опублікував відразу два романи — «Піднебесні історії» (пол. Historie podniebne) і «Горизонт» (пол. Horyzont). Малецький не тільки пише власні літературні твори, а є також перекладачем на польську мову з англійської, зокрема низки фантастичних англомовних творів.

### Романи
- Помилки (пол. Błędy, 2008)
- Контрабандист чудес (пол. Przemytnik cudu, 2008)
- Джозеф (пол. Dżozef, 2011)
- У відбитті (пол. W odbiciu, 2011)
- Перевернутий (пол. Odwrotniak, 2013)
- Дрижання (пол. Dygot, 2015)
- Сліди (пол. Ślady, 2016)
- Іржа (пол. Rdza, 2017)
- Ніхто не йде (пол. Nikt nie idzie, 2018)
- Піднебесні історії (пол. Historie podniebne, 2019)
- Горизонт (пол. Horyzont, 2019)

### Збірки
- Закниговані (пол. Zaksięgowani, 2009)

### Оповідання
- Долоні (пол. Dłonie, 2007)
- Циріл (пол. Cyryl, 2007)
- Смерть скляного Казімєжа (пол. Śmierć szklanego Kazimierza, 2007)
- Розповідь шахрая (пол. Opowieść oszusta, 2007)
- Око (пол. Oko, 2008)
- Кожен помирає за себе (пол. Każdy umiera za siebie, 2008)
- Розповідь про крадія букв (пол. Opowieść o złodzieju liter, 2009)
- Легені в промінні (пол. Płuca w płomieniach, 2009)
- Пантоміма старого нездари (пол. Pantomima starego niedołęgi, 2010)
- Міхал (пол. Michał, 2010)
- Радість гетьмана (пол. Radość Hetmana, 2011)
- Дрипапа (пол. Drzypapa, 2012)
- Сьогодні мене звати Агата (пол. Dziś mam na imię Agata, 2013)
- Мистецтво в закутку (пол. Sztuka w zaścianku, 2013)
- Видива (пол. Wydmy, 2014)
- Коротка оповідь про двох чоловіків, один з яких помер (пол. Krótka opowieść o dwóch mężczyznach, z których jeden nie żyje, 2014)
- Втрачені світи Ніно Сандоваля (пол. Utracone światy Nino Sandovala, 2014)
- Звичайний гігант (пол. Zwyczajny gigant , 2015)
- Пух (пол. Puch, 2016)
- Неподалік (пол. Niedaleko, 2018)